# Semotrachia sublevata
Semotrachia sublevata é uma espécie de gastrópode  da família Camaenidae.
É endémica da Austrália.